# Hexateuco em inglês antigo

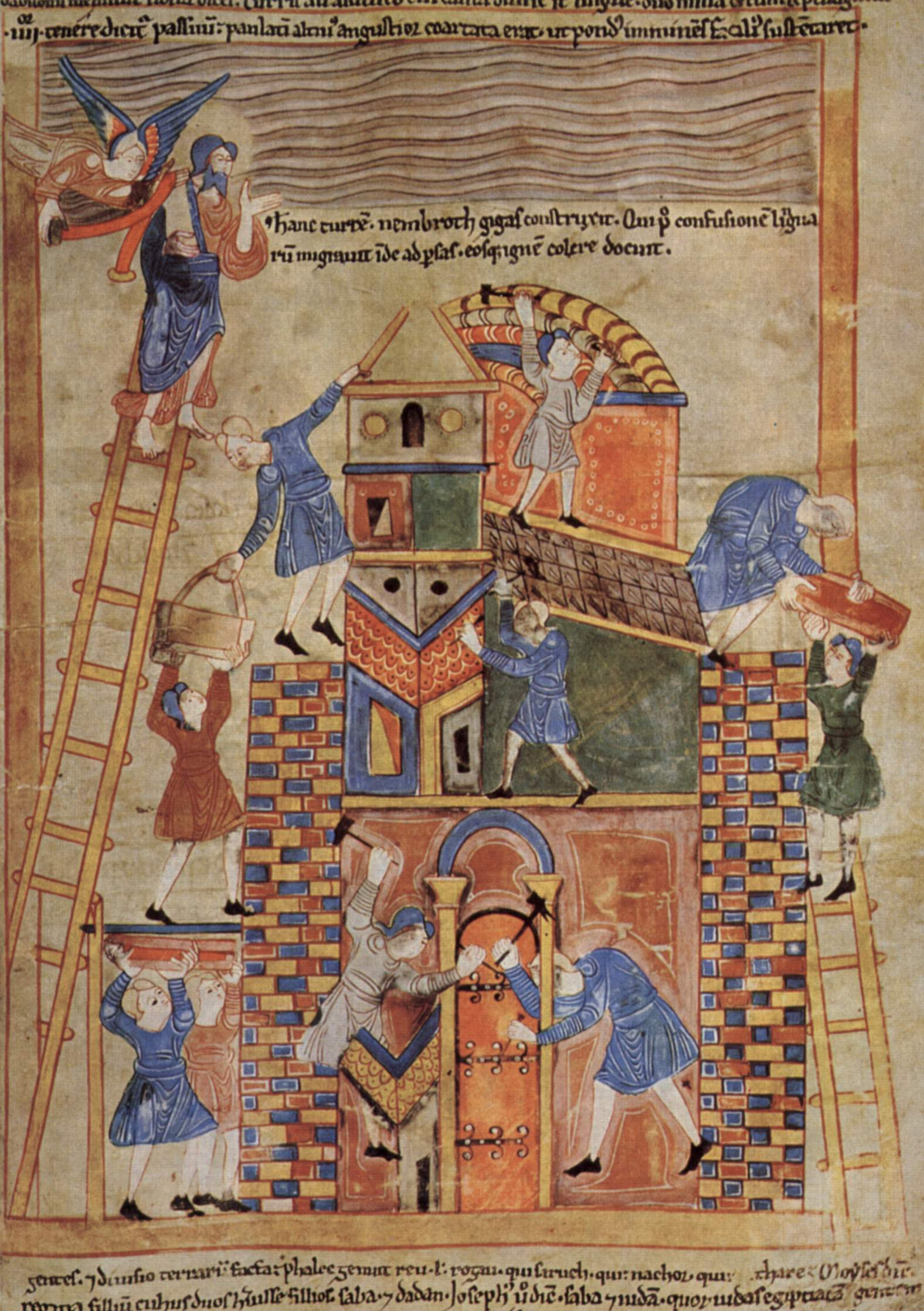
A Torre de Babel

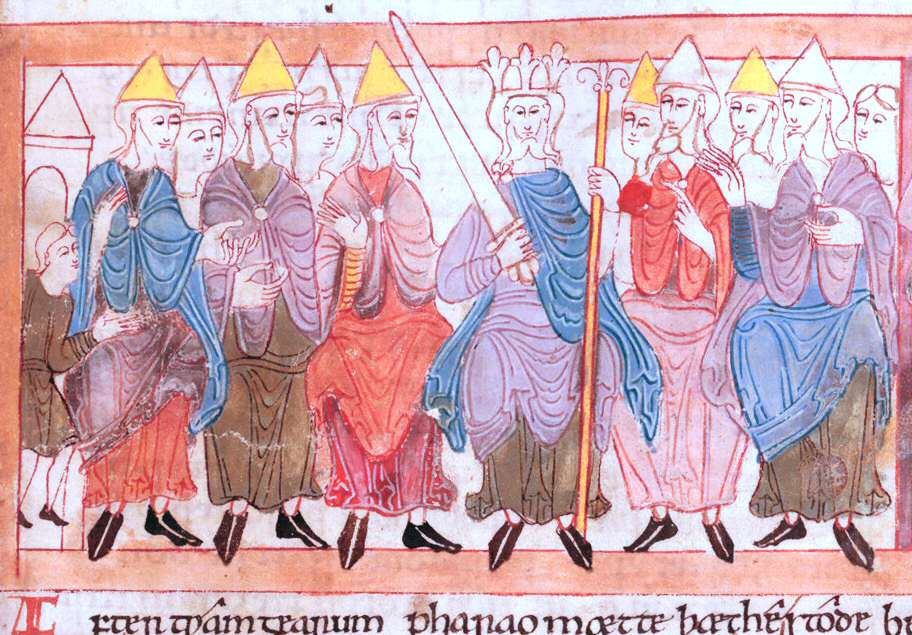
Faraó na sessão do tribunal, depois de julgar seu padeiro-chefe e copeiro-chefe

O hexateuco em inglês antigo é o projeto colaborativo do período anglo-saxão tardio que traduziu os seis livros do hexateuco para o inglês antigo, presumivelmente sob o cargo de editor de Elfrico de Eynsham. É a primeira tradução vernacular, em inglês, dos seis primeiros livros do Antigo Testamento, ou seja, os cinco livros da Torá (Gênesis, Êxodo, Levítico, Números e Deuteronômio) e Josué. Provavelmente foi feito para ser usado por leigos.
A tradução é conhecida em sete manuscritos, a maioria dos quais fragmentários. O mais conhecido deles é um manuscrito ricamente iluminado na British Library, Cotton MS Claudius B.IV. Outra cópia do texto, sem ilustrações luxuosas, mas incluindo uma tradução do Livro de Juízes (também chamado heptateuco do inglês antigo), é encontrada em Oxford, Bodleian Library, Laud Misc. 509
Todo o manuscrito está disponível online no site da British Library.

## Cotton Claudius B.iv, Biblioteca Britânica
Claudius B.IV. provavelmente foi compilado no segundo quartel do século XI na Abadia de Santo Agostinho, em Canterbury. Ele incorpora traduções e um prefácio de Elfrico de Eynsham, enquanto as demais partes da tradução foram realizadas por autores anônimos. Peter Clemoes sugere que Byrhtferth de Ramsey foi responsável pela compilação, bem como por partes da tradução. Com 156 fólios, ele é bastante completo, mas não inclui todo o texto bíblico dos livros. Comentários e outros materiais em inglês latino e antigo foram adicionados no século XII, geralmente usando áreas em branco em miniaturas incompletas.
Um ou, mais provavelmente, vários artistas acompanharam a narrativa com 394 desenhos em tintas de várias cores, mais coloridas com lavagens, contendo cerca de 550 cenas. Muitos deles estão inacabados, em diferentes estágios de conclusão. As configurações não tentam representar a vida do Antigo Testamento como algo diferente do dos anglo-saxões contemporâneos e, portanto, oferecem representações valiosas de muitos aspectos do mundo anglo-saxão. As extensas ilustrações sugerem que ele foi projetado principalmente para uso leigo. É o manuscrito ilustrado mais antigo de grande parte da Bíblia em qualquer idioma vernacular.
Existem doze miniaturas de página inteira espalhadas pelos textos, e as outras miniaturas variam de quase a página inteira a cerca de um quarto de página. Muitas páginas têm duas ou até três ilustrações, e a maioria das páginas tem uma miniatura, algumas das quais combinam duas cenas em compartimentos com bordas. O grau de conclusão com lavagens tende a diminuir à medida que o livro continua. A coloração tem algumas excentricidades; em particular, muitas figuras têm cabelos azuis, e as muitas tendas são mostradas com listras coloridas. As oportunidades oferecidas pelo texto para mostrar grupos de animais geralmente são aproveitadas, e a Mão de Deus aparece com frequência.

### Edições
- Dodwell, C. R. & Clemoes, Peter (eds.). The Old English Illustrated Hexateuch. Early English Manuscripts in Facsimile; 18. Copenhagen: Rosenkilde & Bagger, 1974. Facsimile edition of British Library, Cotton MS Claudius B.iv.
- Crawford, Samuel J. (ed.). The Old English Version of the Heptateuch, Ælfric's Treatise on the Old and New Testament and His Preface to Genesis. Early English Text Society; 160. London: Oxford University Press, 1969. Critical edition of the text.
- Marsden, Richard (ed.). The Old English Heptateuch and Ælfric's "Libellus de veteri testamento et novo". Early English Text Society; 330. Oxford: Oxford U. P., 2008.

### Literatura secundária
- Barnhouse, Rebecca, and Benjamin C. Withers (eds.). The Old English Hexateuch: aspects and approaches. Kalamazoo: Medieval Institute, 2000.
- Mellinkoff, Ruth. "Serpent Imagery in the Illustrated Old English Hexateuch." Brown, P. R., et al. (eds.) Modes of Interpretation in Old English Literature: essays in honour of Stanley B. Greenfield / edited by Phyllis Rugg Brown. Toronto: University of Toronto Press, 1986.
- Withers, Benjamin C. The Illustrated Old English Hexateuch, Cotton Claudius B.iv.: the frontier of seeing and reading in Anglo-Saxon England. Studies in Book and Print Culture. London: British Library, 2007. ISBN 978-0-7123-0940-0ISBN 978-0-7123-0940-0.
- Withers, Benjamin C. "A 'secret and feverish genesis': the Prefaces of the Old English Hexateuch." The Art Bulletin; 81:1 (1999): 53-71.